# Sceliphron shestakovi
Sceliphron shestakovi är en biart som beskrevs av Gussakovskij 1928. Sceliphron shestakovi ingår i släktet Sceliphron och familjen grävsteklar. Inga underarter finns listade i Catalogue of Life.